# Emelyn Whiton
Emelyn Whiton (1 de março de 1916 — 1 de março de 1962) foi uma velejadora estadunidense, campeã olímpica. Ela competiu nos Jogos Olímpicos de Verão de 1952 na classe 6 Metre e conquistou a medalha de ouro a bordo do Llanoria com Herman Whiton, seu esposo, John Adams Morgan, Everard Endt, Julian Roosevelt e Eric Ridder.
Emelyn se divorciou de Herman em 1957 e se casou com Brewster Righter em 1958. Ela morreu no acidente de avião da American Airlines Flight 1 em Jamaica Bay, em seu 46º aniversário.